# Чукалы (Ардатовский район)
Чукалы (эрз. Чукало) — село, центр сельской администрации в Ардатовском районе Мордовии. Административный центр Чукальского сельского поселения.

## Название
От дохристианского мордовского имени Чукай.

## География
Расположено на р. Сарке, в 18 км от районного центра и 5 км от железнодорожной станции Ардатов.

## История
История села прослеживается с конца 16 в. В 1612 году близ Чукал мордва и служилые люди под руководством Баюша Розгильдеева одержали победу над ногайцами.
В 1629 году в Чукалы съезжалась мордва из многих селений Нижегородского и Алатырского уезда для мольбы «над родителями».
В «Списке населённых мест Симбирской губернии» (1863) Чукалы — село удельное из 200 дворов (1500 чел.) Ардатовского уезда; имелась церковь.
В начале 1930-х гг. был организован колхоз «Путь Ильича», с 1970 г. — им. Ленина, с 1997 г. — СХПК (специализируется на выращивании молодняка крупного рогатого скота).

## Население
| 1863 | 2001 | 2002 | 2010 | 2012 | 2013 | 2014 |
| ---- | ---- | ---- | ---- | ---- | ---- | ---- |
| 1500 | ↘966 | ↘916 | ↘841 | ↘818 | ↘783 | ↘758 |
| 2015 | 2016 | 2017 | 2018 |      |      |      |
| ↘733 | ↘713 | ↘694 | ↘674 |      |      |      |

Национальный состав
В основном эрзя.

## Инфраструктура
Основная школа, библиотека, дом культуры, медпункт, магазин, отделение почты.

## Русская православная церковь
Михаило-Архангельская церковь (2001).